# Liezel Huber
Ne pas confondre avec Anke Huber et Petra Huber, également joueuses de tennis.
Liezel Huber, née Liezel Horn, est une joueuse de tennis sud-africaine puis américaine, professionnelle depuis avril 1993, née le 21 août 1976 à Durban. Elle représente les États-Unis depuis le 25 juillet 2007, sept années après son mariage avec l'Américain Tony Huber le 19 février 2000.
Numéro un mondiale en double dames le 12 novembre 2007, elle est la deuxième joueuse restée le plus longtemps au sommet de la hiérarchie dans cette spécialité, derrière Martina Navrátilová et devant Cara Black. C'est d'ailleurs avec cette dernière qu'elle a remporté quatre de ses cinq tournois du Grand Chelem.
Liezel Huber compte à ce jour cinquante-trois titres en double dames à son palmarès, ce qui fait d'elle l'une des joueuses les plus récompensées depuis le début des années 1970. Elle n'a, en revanche, jamais réussi de bonnes performances en simple.

## Carrière tennistique

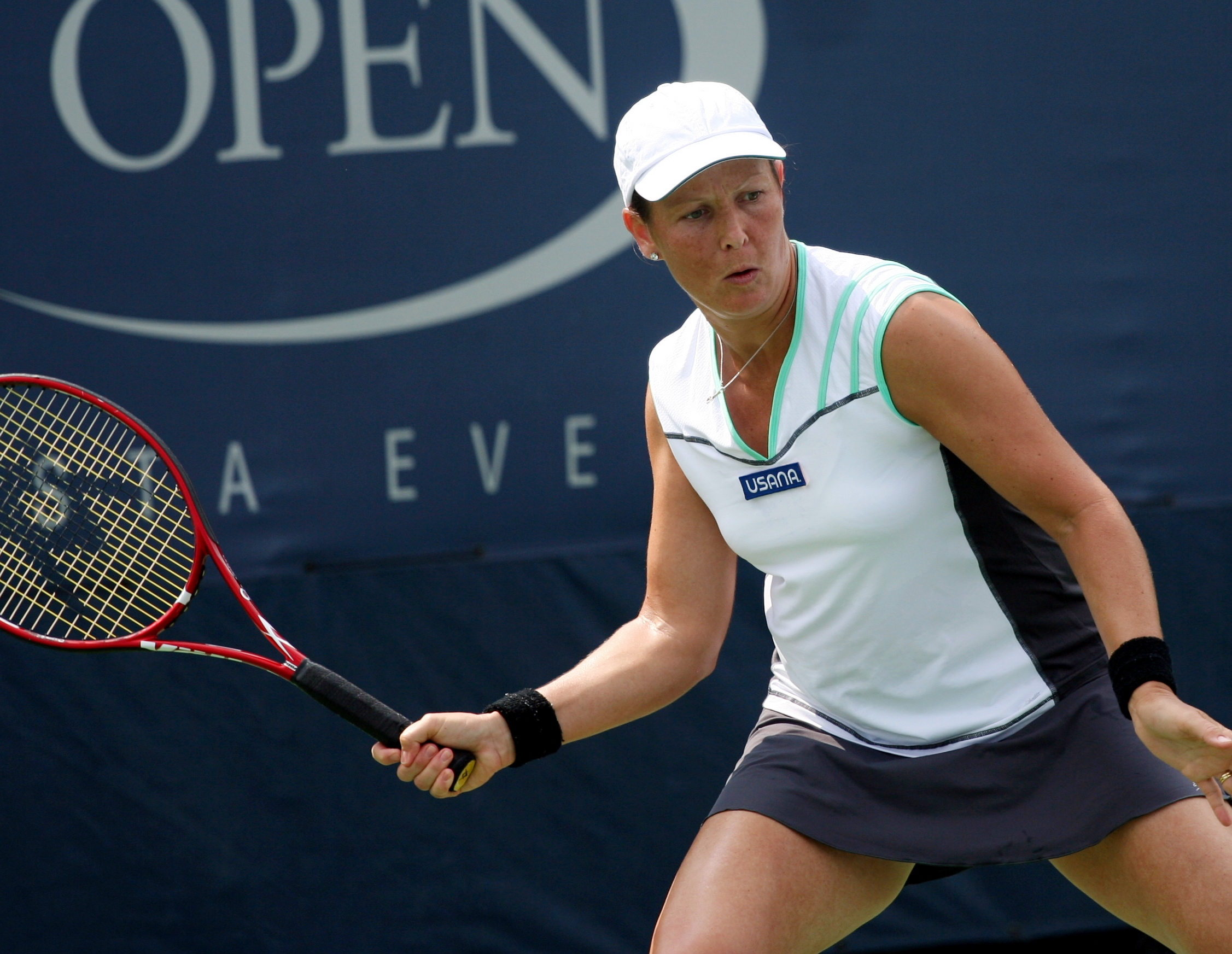
Liezel Huber à l'US Open 2013

Liezel Huber, pendant dix ans, demeure une modeste joueuse de simple : classée 131e à la WTA le 29 mars 1999, elle plafonne le plus souvent au-delà de la 200e place et ne parvient qu'à deux reprises, en 1998, à se qualifier dans le tableau principal d'un tournoi du Grand Chelem.
À partir de 2003, inspirée par ses excellentes performances deux saisons plus tôt, elle décide de se consacrer uniquement aux épreuves de double dames. Cette année-là, elle s'impose cinq fois sur le circuit, notamment à Miami et Sarasota au printemps (respectivement associée à Magdalena Maleeva et à la doyenne Martina Navrátilová, 46 ans).
Après une année 2004 en demi-teinte (un seul trophée à l'Open d'Hyderâbâd avec Sania Mirza), elle entame en janvier 2005 une collaboration exclusive avec la zimbabwéenne Cara Black, de trois ans sa cadette, avec laquelle elle s'était déjà distinguée à Tokyo en 2001. Si leurs débuts sont un peu hésitants, toutes deux atteignent la finale à Roland-Garros puis, en juillet, décrochent leur premier titre du Grand Chelem ensemble à Wimbledon. Mais, quelques jours après ce triomphe sur le gazon londonien, Liezel Huber se blesse au genou gauche en disputant un match aux États-Unis sur la ligue WTT. Elle se voit contrainte de se mettre au repos pendant six mois. Black termine la saison aux côtés de son ancienne coéquipière Rennae Stubbs, avec qui elle continue à jouer en 2006.
Revenue à la compétition en janvier 2006, Liezel Huber multiplie quant à elle les partenariats (Navrátilová, Mirza, Grönefeld, Srebotnik, Craybas) ; au bénéfice de trois succès en neuf finales, elle confirme son retour au plus haut niveau.
En 2007, Huber et Black tentent une seconde alliance qui s'avère une totale réussite : avec neuf titres engrangés, dont l'Open d'Australie, Wimbledon et les Masters, la paire est demeurée numéro un mondiale sans discontinuer au classement Race, ne concédant qu'une réelle contre-performance à l'US Open (défaite au 2e tour face à Camerin et Dulko). Elles continuent à enchaîner les victoires en 2008 : si les trois premières levées du Grand Chelem leur échappent, elles s'emparent de l'US Open en septembre puis des Masters en novembre, confirmant leur suprématie.
Avec cinq victoires, le tandem Huber-Black est relativement moins convaincant en 2009, surclassé par les sœurs Venus et Serena Williams qui gagnent trois fois sur quatre en Grand Chelem. Elles perdent aussi leur titre aux Masters face aux Ibériques Llagostera et Martínez. Mais, à la faveur de leur régularité, les deux joueuses demeurent numéro un mondiale pendant toute la saison. Huber remporte pour la première fois une finale de double mixte, à Roland-Garros avec Bob Bryan.
En janvier 2010, Huber et Black perdent la finale de l'Open d'Australie contre les Williams. Le 19 avril, grâce à son succès à Charleston avec Nadia Petrova, elle prend seule la place de numéro un mondiale qu'elle partageait avec Black depuis plus de deux ans. Le 28 avril, pendant le Grand Prix de Stuttgart, Huber explique : « Cara et moi avons d'un commun accord décidé de mettre temporairement fin à notre partenariat exclusif.». Le 7 juin, la victoire des Williams à Roland-Garros la destitue de son trône ; elle le récupère le 2 août grâce à son succès à Stanford (avec la semi-retraitée Lindsay Davenport). À l'US Open 2010, Huber remporte le titre en double mixte aux côtés de son compatriote Bob Bryan.
Elle perd à nouveau son leadership en novembre 2010 puis réalise, avec diverses partenaires, un honorable début de saison 2011 (demi-finales à Melbourne et Roland-Garros). En septembre, elle gagne pour la seconde fois l'US Open (avec Lisa Raymond) ; dans la foulée, elle redevient numéro un mondiale, entamant sa 148e semaine au sommet de la hiérarchie – place confortée par son sacre aux Masters.

## Palmarès

### Titres en double dames
| No | Date       | Nom et lieu du tournoi                     | Catégorie | Dotation     | Surface         | Partenaire          | Finalistes                                 | Score             |          |
| -- | ---------- | ------------------------------------------ | --------- | ------------ | --------------- | ------------------- | ------------------------------------------ | ----------------- | -------- |
| 1  | 17-09-2001 | Toyota Princess Cup Tokyo                  | Tier II   | 565 000 $    | Dur (ext.)      | Cara Black          | Kim Clijsters Ai Sugiyama                  | 6-1, 6-3          | Parcours |
| 2  | 01-10-2001 | AIG Japan Open Tokyo                       | Tier III  | 170 000 $    | Dur (ext.)      | Rachel McQuillan    | Janet Lee Wynne Prakusya                   | 6-2, 6-0          | Parcours |
| 3  | 08-10-2001 | Kiwi Open Shanghai                         | Tier IV   | 140 000 $    | Dur (ext.)      | Lenka Němečková     | Evie Dominikovic Tamarine Tanasugarn       | 6-0, 7-5          | Parcours |
| 4  | 31-12-2001 | ASB Bank Classic Auckland                  | Tier IV   | 140 000 $    | Dur (ext.)      | Nicole Arendt       | Květa Hrdličková Henrieta Nagyová          | 7-5, 6-4          | Parcours |
| 5  | 19-03-2003 | NASDAQ-100 Open Miami                      | Tier I    | 2 960 000 $  | Dur (ext.)      | Magdalena Maleeva   | Shinobu Asagoe Nana Miyagi                 | 6-4, 3-6, 7-5     | Parcours |
| 6  | 31-03-2003 | Clay Court Classic Sarasota                | Tier IV   | 140 000 $    | Terre (ext.)    | Martina Navrátilová | Shinobu Asagoe Nana Miyagi                 | 7-68, 6-3         | Parcours |
| 7  | 28-04-2003 | J&S Cup Varsovie                           | Tier II   | 700 000 $    | Terre (ext.)    | Magdalena Maleeva   | Eléni Daniilídou Francesca Schiavone       | 3-6, 6-4, 6-2     | Parcours |
| 8  | 19-05-2003 | Open de España 2012 Madrid                 | Tier III  | 170 000 $    | Terre (ext.)    | Jill Craybas        | Rita Grande Angelique Widjaja              | 6-4, 7-66         | Parcours |
| 9  | 20-10-2003 | Generali Ladies Linz                       | Tier II   | 585 000 $    | Dur (int.)      | Ai Sugiyama         | Marion Bartoli Silvia Farina               | 6-1, 7-66         | Parcours |
| 10 | 16-02-2004 | ING Vysya Open Hyderabad                   | Tier IV   | 140 000 $    | Dur (ext.)      | Sania Mirza         | Li Ting Sun Tiantian                       | 7-61, 6-4         | Parcours |
| 11 | 09-05-2005 | Telecom Italia Masters Rome                | Tier I    | 1 300 000 $  | Terre (ext.)    | Cara Black          | Maria Kirilenko Anabel Medina              | 6-0, 4-6, 6-1     | Parcours |
| 12 | 20-06-2005 | The Championships Wimbledon                | G. Chelem | 7 285 286 $  | Gazon (ext.)    | Cara Black          | Svetlana Kuznetsova Amélie Mauresmo        | 6-2, 6-1          | Parcours |
| 13 | 13-02-2006 | Bangalore Open Bangalore                   | Tier III  | 175 000 $    | Dur (ext.)      | Sania Mirza         | Anastasia Rodionova Elena Vesnina          | 6-3, 6-3          | Parcours |
| 14 | 22-05-2006 | Internationaux de Strasbourg Strasbourg    | Tier III  | 175 000 $    | Terre (ext.)    | Martina Navrátilová | Martina Müller Andreea Vanc                | 6-2, 7-61         | Parcours |
| 15 | 18-09-2006 | Sunfeast Open Calcutta                     | Tier III  | 175 000 $    | Dur (int.)      | Sania Mirza         | Yuliya Beygelzimer Yuliana Fedak           | 6-4, 6-0          | Parcours |
| 16 | 15-01-2007 | Australian Open Melbourne                  | G. Chelem | 6 737 973 $  | Dur (ext.)      | Cara Black          | Chan Yung-jan Chuang Chia-jung             | 6-4, 6-74, 6-1    | Parcours |
| 17 | 05-02-2007 | Open Gaz de France Paris                   | Tier II   | 600 000 $    | Moquette (int.) | Cara Black          | Gabriela Navrátilová Vladimíra Uhlířová    | 6-2, 6-0          | Parcours |
| 18 | 12-02-2007 | Proximus Diamond Games Anvers              | Tier II   | 600 000 $    | Moquette (int.) | Cara Black          | Elena Likhovtseva Elena Vesnina            | 7-5, 4-6, 6-1     | Parcours |
| 19 | 19-02-2007 | Tennis Championships Dubaï                 | Tier II   | 1 500 000 $  | Dur (ext.)      | Cara Black          | Svetlana Kuznetsova Alicia Molik           | 7-66, 6-4         | Parcours |
| 20 | 25-06-2007 | The Championships Wimbledon                | G. Chelem | 9 221 372 $  | Gazon (ext.)    | Cara Black          | Katarina Srebotnik Ai Sugiyama             | 3-6, 6-3, 6-2     | Parcours |
| 21 | 30-07-2007 | Acura Classic San Diego                    | Tier I    | 1 340 000 $  | Dur (ext.)      | Cara Black          | Victoria Azarenka Anna Chakvetadze         | 7-5, 6-4          | Parcours |
| 22 | 08-10-2007 | Kremlin Cup Moscou                         | Tier I    | 1 340 000 $  | Moquette (int.) | Cara Black          | Victoria Azarenka Tatiana Poutchek         | 4-6, 6-1, [10-7]  | Parcours |
| 23 | 22-10-2007 | Generali Ladies Linz                       | Tier II   | 600 000 $    | Dur (int.)      | Cara Black          | Katarina Srebotnik Ai Sugiyama             | 6-2, 3-6, [10-8]  | Parcours |
| 24 | 05-11-2007 | Sony Ericsson Championships Madrid         | Masters   | 3 000 000 $  | Dur (int.)      | Cara Black          | Katarina Srebotnik Ai Sugiyama             | 5-7, 6-3, [10-8]  | Parcours |
| 25 | 11-02-2008 | Proximus Diamond Games Anvers              | Tier II   | 600 000 $    | Dur (int.)      | Cara Black          | Květa Peschke Ai Sugiyama                  | 6-1, 6-3          | Parcours |
| 26 | 25-02-2008 | Barclays Tennis Championships Dubaï        | Tier II   | 1 500 000 $  | Dur (ext.)      | Cara Black          | Yan Zi Zheng Jie                           | 7-5, 6-2          | Parcours |
| 27 | 05-05-2008 | Qatar Telecom German Open Berlin           | Tier I    | 1 340 000 $  | Terre (ext.)    | Cara Black          | Nuria Llagostera Vives María José Martínez | 3-6, 6-2, [10-2]  | Parcours |
| 28 | 09-06-2008 | DFS Classic Birmingham                     | Tier III  | 200 000 $    | Gazon (ext.)    | Cara Black          | Séverine Beltrame Virginia Ruano Pascual   | 6-2, 6-1          | Parcours |
| 29 | 16-06-2008 | International Women's Open Eastbourne      | Tier II   | 600 000 $    | Gazon (ext.)    | Cara Black          | Květa Peschke Rennae Stubbs                | 2-6, 6-0, [10-8]  | Parcours |
| 30 | 14-07-2008 | Bank of the West Classic Stanford          | Tier II   | 600 000 $    | Dur (ext.)      | Cara Black          | Elena Vesnina Vera Zvonareva               | 6-4, 6-3          | Parcours |
| 31 | 28-07-2008 | Coupe Rogers American Express Montréal     | Tier I    | 1 340 000 $  | Dur (ext.)      | Cara Black          | Maria Kirilenko Flavia Pennetta            | 6-1, 6-1          | Parcours |
| 32 | 25-08-2008 | US Open Flushing Meadows                   | G. Chelem | 9 350 000 $  | Dur (ext.)      | Cara Black          | Lisa Raymond Samantha Stosur               | 6-3, 7-66         | Parcours |
| 33 | 13-10-2008 | Tennis.com Open Zurich                     | Tier II   | 600 000 $    | Dur (int.)      | Cara Black          | Anna-Lena Grönefeld Patty Schnyder         | 6-1, 7-63         | Parcours |
| 34 | 04-11-2008 | Sony Ericsson Championships Doha           | Masters   | 4 450 000 $  | Dur (ext.)      | Cara Black          | Květa Peschke Rennae Stubbs                | 6-1, 7-5          | Parcours |
| 35 | 09-02-2009 | Open GDF Suez Paris                        | Premier   | 600 000 $    | Dur (int.)      | Cara Black          | Květa Peschke Lisa Raymond                 | 6-4, 3-6, [10-4]  | Parcours |
| 36 | 16-02-2009 | Barclays Tennis Championships Dubaï        | Premier 5 | 2 000 000 $  | Dur (ext.)      | Cara Black          | Maria Kirilenko Agnieszka Radwańska        | 6-3, 6-3          | Parcours |
| 37 | 09-05-2009 | Mutua Madrileña Open Madrid                | PREMIER*  | 4 500 000 $  | Terre (ext.)    | Cara Black          | Květa Peschke Lisa Raymond                 | 4-6, 6-3, [10-6]  | Parcours |
| 38 | 08-06-2009 | Aegon Classic Birmingham                   | Intern'l  | 220 000 $    | Gazon (ext.)    | Cara Black          | Raquel Kops-Jones Abigail Spears           | 6-1, 6-4          | Parcours |
| 39 | 10-08-2009 | Western & Southern Open Cincinnati         | Premier 5 | 2 000 000 $  | Dur (ext.)      | Cara Black          | Nuria Llagostera Vives María José Martínez | 6-3, 0-6, [10-2]  | Parcours |
| 40 | 04-01-2010 | ASB Classic Auckland                       | Intern'l  | 220 000 $    | Dur (ext.)      | Cara Black          | Natalie Grandin Laura Granville            | 7-64, 6-2         | Parcours |
| 41 | 10-01-2010 | Medibank International Sydney              | Premier   | 600 000 $    | Dur (ext.)      | Cara Black          | Tathiana Garbin Nadia Petrova              | 6-1, 3-6, [10-3]  | Parcours |
| 42 | 12-04-2010 | Family Circle Cup Charleston               | Premier   | 700 000 $    | Terre (ext.)    | Nadia Petrova       | Vania King Michaëlla Krajicek              | 6-3, 6-4          | Parcours |
| 43 | 26-07-2010 | Bank of the West Classic Stanford          | Premier   | 700 000 $    | Dur (ext.)      | Lindsay Davenport   | Chan Yung-jan Zheng Jie                    | 7-5, 6-78, [10-8] | Parcours |
| 44 | 14-02-2011 | Duty Free Tennis Championships Dubaï       | Premier 5 | 2 050 000 $  | Dur (ext.)      | María José Martínez | Květa Peschke Katarina Srebotnik           | 7-65, 6-3         | Parcours |
| 45 | 08-08-2011 | Coupe Rogers Toronto                       | Premier 5 | 2 050 000 $  | Dur (ext.)      | Lisa Raymond        | Victoria Azarenka Maria Kirilenko          | Forfait           | Parcours |
| 46 | 29-08-2011 | US Open Flushing Meadows                   | G. Chelem | 10 768 000 $ | Dur (ext.)      | Lisa Raymond        | Vania King Yaroslava Shvedova              | 4-6, 7-65, 7-63   | Parcours |
| 47 | 26-09-2011 | Toray Pan Pacific Open Tokyo               | Premier 5 | 2 050 000 $  | Dur (ext.)      | Lisa Raymond        | Gisela Dulko Flavia Pennetta               | 7-64, 0-6, [10-6] | Parcours |
| 48 | 25-10-2011 | TEB BNP Paribas WTA Championships Istanbul | Masters   | 4 900 000 $  | Dur (int.)      | Lisa Raymond        | Květa Peschke Katarina Srebotnik           | 6-4, 6-4          | Parcours |
| 49 | 06-02-2012 | Open GDF Suez Paris                        | Premier   | 637 000 $    | Dur (int.)      | Lisa Raymond        | Anna-Lena Grönefeld Petra Martić           | 7-63, 6-1         | Parcours |
| 50 | 13-02-2012 | Qatar Total Open 2012 Doha                 | Premier 5 | 2 168 400 $  | Dur (ext.)      | Lisa Raymond        | Raquel Kops-Jones Abigail Spears           | 6-3, 6-1          | Parcours |
| 51 | 20-02-2012 | Duty Free Tennis Championships Dubaï       | Premier   | 2 000 000 $  | Dur (ext.)      | Lisa Raymond        | Sania Mirza Elena Vesnina                  | 6-2, 6-1          | Parcours |
| 52 | 07-03-2012 | BNP Paribas Open Indian Wells              | PREMIER*  | 5 536 664 $  | Dur (ext.)      | Lisa Raymond        | Sania Mirza Elena Vesnina                  | 6-2, 6-3          | Parcours |
| 53 | 19-08-2012 | New Haven Open at Yale New Haven           | Premier   | 637 000 $    | Dur (ext.)      | Lisa Raymond        | Andrea Hlaváčková Lucie Hradecká           | 4-6, 6-0, [10-4]  | Parcours |

### Finales en double dames
| No | Date       | Nom et lieu du tournoi                         | Catégorie | Dotation     | Surface      | Vainqueures                                | Partenaire            | Score             |          |
| -- | ---------- | ---------------------------------------------- | --------- | ------------ | ------------ | ------------------------------------------ | --------------------- | ----------------- | -------- |
| 1  | 13-07-1998 | Warsaw Cup by Heros Varsovie                   | Tier III  | 164 250 $    | Terre (ext.) | Karina Habšudová Olga Lugina               | Karin Kschwendt       | 7-6, 7-5          | Parcours |
| 2  | 06-11-2000 | Wismilak International Kuala Lumpur            | Tier III  | 170 000 $    | Dur (ext.)   | Henrieta Nagyová Sylvia Plischke           | Vanessa Webb          | 6-4, 7-64         | Parcours |
| 3  | 05-11-2001 | Volvo Women’s Open Pattaya                     | Tier V    | 110 000 $    | Dur (ext.)   | Åsa Svensson Iroda Tulyaganova             | Wynne Prakusya        | 4-6, 6-3, 6-3     | Parcours |
| 4  | 05-01-2004 | Uncle Tobys Hard Court Gold Coast              | Tier III  | 170 000 $    | Dur (ext.)   | Svetlana Kuznetsova Elena Likhovtseva      | Magdalena Maleeva     | 6-3, 6-4          | Parcours |
| 5  | 21-06-2004 | The Championships Wimbledon                    | G. Chelem | 6 063 070 $  | Gazon (ext.) | Cara Black Rennae Stubbs                   | Ai Sugiyama           | 6-3, 7-65         | Parcours |
| 6  | 02-08-2004 | Coupe Rogers Montréal                          | Tier I    | 1 300 000 $  | Dur (ext.)   | Shinobu Asagoe Ai Sugiyama                 | Tamarine Tanasugarn   | 6-0, 6-3          | Parcours |
| 7  | 01-11-2004 | Advanta Championships Philadelphie             | Tier II   | 585 000 $    | Dur (int.)   | Alicia Molik Lisa Raymond                  | Corina Morariu        | 7-5, 6-4          | Parcours |
| 8  | 21-02-2005 | Qatar Total Open Doha                          | Tier II   | 600 000 $    | Dur (ext.)   | Alicia Molik Francesca Schiavone           | Cara Black            | 6-3, 6-4          | Parcours |
| 9  | 02-05-2005 | Qatar Total German Open Berlin                 | Tier I    | 1 300 000 $  | Terre (ext.) | Elena Likhovtseva Vera Zvonareva           | Cara Black            | 4-6, 6-4, 6-3     | Parcours |
| 10 | 23-05-2005 | Roland-Garros Paris                            | G. Chelem | 5 301 154 $  | Terre (ext.) | Virginia Ruano Pascual Paola Suárez        | Cara Black            | 4-6, 6-3, 6-3     | Parcours |
| 11 | 20-03-2006 | NASDAQ-100 Open Miami                          | Tier I    | 3 450 000 $  | Dur (ext.)   | Lisa Raymond Samantha Stosur               | Martina Navrátilová   | 6-4, 7-5          | Parcours |
| 12 | 03-04-2006 | Bausch & Lomb Championships Amelia Island      | Tier II   | 600 000 $    | Terre (ext.) | Shinobu Asagoe Katarina Srebotnik          | Sania Mirza           | 6-2, 6-4          | Parcours |
| 13 | 12-06-2006 | DFS Classic Birmingham                         | Tier III  | 200 000 $    | Gazon (ext.) | Jelena Janković Li Na                      | Jill Craybas          | 6-2, 6-4          | Parcours |
| 14 | 19-06-2006 | Hastings Direct Int’l Championships Eastbourne | Tier II   | 600 000 $    | Gazon (ext.) | Svetlana Kuznetsova Amélie Mauresmo        | Martina Navrátilová   | 6-2, 6-4          | Parcours |
| 15 | 25-09-2006 | FORTIS Championships Luxembourg                | Tier II   | 600 000 $    | Dur (int.)   | Květa Peschke Francesca Schiavone          | Anna-Lena Grönefeld   | 2-6, 6-4, 6-1     | Parcours |
| 16 | 16-10-2006 | Zurich Open Zurich                             | Tier I    | 1 340 000 $  | Dur (int.)   | Cara Black Rennae Stubbs                   | Katarina Srebotnik    | 7-5, 7-5          | Parcours |
| 17 | 19-03-2007 | Sony Ericsson Open Miami                       | Tier I    | 3 450 000 $  | Dur (ext.)   | Lisa Raymond Samantha Stosur               | Cara Black            | 6-4, 3-6, [10-2]  | Parcours |
| 18 | 13-08-2007 | Coupe Rogers American Express Toronto          | Tier I    | 1 340 000 $  | Dur (ext.)   | Katarina Srebotnik Ai Sugiyama             | Cara Black            | 6-4, 2-6, [10-5]  | Parcours |
| 19 | 20-08-2007 | Pilot Pen Tennis by Schick New Haven           | Tier II   | 600 000 $    | Dur (ext.)   | Sania Mirza Mara Santangelo                | Cara Black            | 6-1, 6-2          | Parcours |
| 20 | 18-02-2008 | Qatar Total Open Doha                          | Tier I    | 2 500 000 $  | Dur (ext.)   | Květa Peschke Rennae Stubbs                | Cara Black            | 6-1, 5-7, [10-7]  | Parcours |
| 21 | 24-03-2008 | Sony Ericsson Open Miami                       | Tier I    | 3 770 000 $  | Dur (ext.)   | Katarina Srebotnik Ai Sugiyama             | Cara Black            | 7-5, 4-6, [10-3]  | Parcours |
| 22 | 06-10-2008 | Kremlin Cup Moscou                             | Tier I    | 1 340 000 $  | Dur (int.)   | Nadia Petrova Katarina Srebotnik           | Cara Black            | 6-4, 6-4          | Parcours |
| 23 | 20-10-2008 | Generali Ladies Linz                           | Tier II   | 600 000 $    | Dur (int.)   | Katarina Srebotnik Ai Sugiyama             | Cara Black            | 6-4, 7-5          | Parcours |
| 24 | 31-08-2009 | US Open Flushing Meadows                       | G. Chelem | 9 756 000 $  | Dur (ext.)   | Serena Williams Venus Williams             | Cara Black            | 6-2, 6-2          | Parcours |
| 25 | 27-10-2009 | Sony Ericsson Championships Doha               | Masters   | 4 550 000 $  | Dur (ext.)   | Nuria Llagostera Vives María José Martínez | Cara Black            | 7-60, 5-7, 10-7   | Parcours |
| 26 | 18-01-2010 | Australian Open Melbourne                      | G. Chelem | 9 264 098 $  | Dur (ext.)   | Serena Williams Venus Williams             | Cara Black            | 6-4, 6-3          | Parcours |
| 27 | 08-02-2010 | Open GDF Suez Paris                            | Premier   | 700 000 $    | Dur (int.)   | Iveta Benešová Barbora Strýcová            | Cara Black            | Forfait           | Parcours |
| 28 | 07-06-2010 | Aegon Classic Birmingham                       | Intern'l  | 220 000 $    | Gazon (ext.) | Cara Black Lisa Raymond                    | Bethanie Mattek-Sands | 6-3, 3-2, ab.     | Parcours |
| 29 | 30-08-2010 | US Open Flushing Meadows                       | G. Chelem | 10 258 000 $ | Dur (ext.)   | Vania King Yaroslava Shvedova              | Nadia Petrova         | 2-6, 6-4, 7-64    | Parcours |
| 30 | 21-02-2011 | Qatar Ladies Open Doha                         | Premier   | 721 000 $    | Dur (ext.)   | Květa Peschke Katarina Srebotnik           | Nadia Petrova         | 7-5, 6-72, [10-8] | Parcours |
| 31 | 21-03-2011 | Sony Ericsson Open Miami                       | PREMIER*  | 4 500 000 $  | Dur (ext.)   | Daniela Hantuchová Agnieszka Radwańska     | Nadia Petrova         | 7-65, 2-6, [10-8] | Parcours |
| 32 | 13-06-2011 | AEGON International Eastbourne                 | Premier   | 618 000 $    | Gazon (ext.) | Květa Peschke Katarina Srebotnik           | Lisa Raymond          | 6-3, 6-0          | Parcours |
| 33 | 25-07-2011 | Bank of the West Classic Stanford              | Premier   | 721 000 $    | Dur (ext.)   | Victoria Azarenka Maria Kirilenko          | Lisa Raymond          | 6-1, 6-3          | Parcours |
| 34 | 08-01-2012 | Apia International Sydney                      | Premier   | 637 000 $    | Dur (ext.)   | Květa Peschke Katarina Srebotnik           | Lisa Raymond          | 6-1, 4-6, [13-11] | Parcours |
| 35 | 11-06-2012 | Aegon Classic Birmingham                       | Intern'l  | 220 000 $    | Gazon (ext.) | Tímea Babos Hsieh Su-wei                   | Lisa Raymond          | 7-5, 6-72, [10-8] | Parcours |
| 36 | 18-06-2012 | AEGON International Eastbourne                 | Premier   | 637 000 $    | Gazon (ext.) | Nuria Llagostera Vives María José Martínez | Lisa Raymond          | 6-4, 0-0, ab.     | Parcours |
| 37 | 28-01-2013 | Open GDF Suez Paris                            | Premier   | 690 000 $    | Dur (int.)   | Sara Errani Roberta Vinci                  | Andrea Hlaváčková     | 6-1, 6-1          | Parcours |
| 38 | 01-04-2013 | Family Circle Cup Charleston                   | Premier   | 795 707 $    | Terre (ext.) | Kristina Mladenovic Lucie Šafářová         | Andrea Hlaváčková     | 6-3, 7-66         | Parcours |
| 39 | 22-09-2013 | Toray Pan Pacific Open Tokyo                   | Premier 5 | 2 369 000 $  | Dur (ext.)   | Cara Black Sania Mirza                     | Chan Hao-ching        | 4-6, 6-0, [11-9]  | Parcours |

### Titres en double mixte
| No | Date       | Nom et lieu du tournoi   | Catégorie | Dotation     | Surface      | Partenaire | Finalistes                         | Score             |          |
| -- | ---------- | ------------------------ | --------- | ------------ | ------------ | ---------- | ---------------------------------- | ----------------- | -------- |
| 1  | 24-05-2009 | Roland-Garros Paris      | G. Chelem | 10 009 638 $ | Terre (ext.) | Bob Bryan  | Vania King Marcelo Melo            | 5-7, 7-65, [10-7] | Parcours |
| 2  | 30-08-2010 | US Open Flushing Meadows | G. Chelem | 10 258 000 $ | Dur (ext.)   | Bob Bryan  | Květa Peschke Aisam-Ul-Haq Qureshi | 6-4, 6-4          | Parcours |

### Finales en double mixte
| No | Date       | Nom et lieu du tournoi      | Catégorie | Dotation    | Surface      | Vainqueures                    | Partenaire    | Score            |          |
| -- | ---------- | --------------------------- | --------- | ----------- | ------------ | ------------------------------ | ------------- | ---------------- | -------- |
| 1  | 25-06-2001 | The Championships Wimbledon | G. Chelem | 4 545 319 $ | Gazon (ext.) | Daniela Hantuchová Leoš Friedl | Mike Bryan    | 4-6, 6-3, 6-2    | Parcours |
| 2  | 17-01-2005 | Australian Open Melbourne   | G. Chelem | 5 952 601 $ | Dur (ext.)   | Samantha Stosur Scott Draper   | Kevin Ullyett | 6-2, 2-6, [10-6] | Parcours |
| 3  | 25-08-2008 | US Open Flushing Meadows    | G. Chelem | 9 350 000 $ | Dur (ext.)   | Cara Black Leander Paes        | Jamie Murray  | 7-66, 6-4        | Parcours |

## Parcours en Grand Chelem

### En simple dames
| Année | Open d'Australie | Open d'Australie | Internationaux de France | Internationaux de France | Wimbledon | Wimbledon | US Open         | US Open      |
| 1998  | -                | -                | 2e tour (1/32)           | Lindsay Davenport        | -         | -         | 1er tour (1/64) | Raluca Sandu |

À droite du résultat, l’ultime adversaire.

### En double dames
| Année | Open d'Australie              | Open d'Australie            | Internationaux de France       | Internationaux de France    | Wimbledon                    | Wimbledon                  | US Open                       | US Open                    |
| ----- | ----------------------------- | --------------------------- | ------------------------------ | --------------------------- | ---------------------------- | -------------------------- | ----------------------------- | -------------------------- |
| 1995  | 2e tour (1/16) M. de Swardt   | Patty Fendick MJ Fernández  | 1er tour (1/32) D. Monami      | Nanne Dahlman K. Kschwendt  | 1er tour (1/32) D. Monami    | M. Hingis R. Zrubáková     | 1er tour (1/32) D. Monami     | M. Hingis Iva Majoli       |
| 1996  | -                             | -                           | -                              | -                           | -                            | -                          | 1er tour (1/32) J. Kruger     | Lenka Cenková A. Olsza     |
| 1997  | -                             | -                           | 2e tour (1/16) Virag Csurgo    | N. Kijimuta Nana Miyagi     | 1er tour (1/32) M. de Swardt | MJ Fernández Lisa Raymond  | -                             | -                          |
| 1998  | 1er tour (1/32) Erika de Lone | S. Williams V. Williams     | 1er tour (1/32) S. Reeves      | Patricia Hy B. Rittner      | 1er tour (1/32) A. Dechaume  | Lisa Raymond Rennae Stubbs | 1er tour (1/32) Laura Golarsa | Miho Saeki Yuka Yoshida    |
| 1999  | 1er tour (1/32) K. Kschwendt  | Jana Novotná Monica Seles   | 3e tour (1/8) K. Srebotnik     | M. Hingis A. Kournikova     | 1/2 finale K. Srebotnik      | L. Davenport C. Morariu    | 1/4 de finale Kimberly Po     | L. Neiland A. Sánchez      |
| 2000  | -                             | -                           | 1/4 de finale L. Montalvo      | V. Ruano Paola Suárez       | 2e tour (1/16) L. Montalvo   | A. Mauresmo A. Sánchez     | 2e tour (1/16) L. Montalvo    | Kim Clijsters L. Courtois  |
| 2001  | 2e tour (1/16) Iva Majoli     | Kim Clijsters L. Courtois   | 2e tour (1/16) L. Montalvo     | Kim Clijsters L. Courtois   | 1er tour (1/32) L. Montalvo  | Amy Frazier K. Schlukebir  | 2e tour (1/16) L. Montalvo    | Kimberly Po N. Tauziat     |
| 2002  | 3e tour (1/8) Nicole Arendt   | Tina Križan K. Srebotnik    | 1/2 finale Nicole Arendt       | V. Ruano Paola Suárez       | 2e tour (1/16) Nicole Arendt | A. Kournikova Chanda Rubin | 2e tour (1/16) Nicole Arendt  | C. Morariu Kimberly Po     |
| 2003  | -                             | -                           | 1er tour (1/32) M. Maleeva     | Silvia Farina T. Garbin     | 3e tour (1/8) M. Maleeva     | J. Husárová C. Martínez    | 1/4 de finale M. Maleeva      | S. Kuznetsova Navrátilová  |
| 2004  | 1/2 finale Ai Sugiyama        | V. Ruano Paola Suárez       | 1er tour (1/32) Ai Sugiyama    | S. Asagoe Rika Fujiwara     | Finale Ai Sugiyama           | Cara Black Rennae Stubbs   | 1/4 de finale T. Tanasugarn   | E. Dementieva Ai Sugiyama  |
| 2005  | 2e tour (1/16) Cara Black     | Eva Birnerová Andreea Vanc  | Finale Cara Black              | V. Ruano Paola Suárez       | Victoire Cara Black          | S. Kuznetsova A. Mauresmo  | -                             | -                          |
| 2006  | 3e tour (1/8) F. Schiavone    | S. Asagoe K. Srebotnik      | 2e tour (1/16) Navrátilová     | A. Bondarenko Yuliana Fedak | 1/4 de finale Navrátilová    | Yan Zi Zheng Jie           | 3e tour (1/8) Sania Mirza     | Květa Peschke F. Schiavone |
| 2007  | Victoire Cara Black           | Chan Yung-jan Chuang C-j.   | 1/2 finale Cara Black          | Alicia Molik M. Santangelo  | Victoire Cara Black          | K. Srebotnik Ai Sugiyama   | 2e tour (1/16) Cara Black     | M. Camerin Gisela Dulko    |
| 2008  | 1/4 de finale Cara Black      | A. Bondarenko K. Bondarenko | 1/2 finale Cara Black          | Anabel Medina V. Ruano      | 1/2 finale Cara Black        | Lisa Raymond S. Stosur     | Victoire Cara Black           | Lisa Raymond S. Stosur     |
| 2009  | 1/4 de finale Cara Black      | D. Hantuchová Ai Sugiyama   | 1/2 finale Cara Black          | Anabel Medina V. Ruano      | 1/2 finale Cara Black        | S. Williams V. Williams    | Finale Cara Black             | S. Williams V. Williams    |
| 2010  | Finale Cara Black             | S. Williams V. Williams     | 1/2 finale Anabel Medina       | S. Williams V. Williams     | 1/2 finale B. Mattek         | Vania King Y. Shvedova     | Finale Nadia Petrova          | Vania King Y. Shvedova     |
| 2011  | 1/2 finale Nadia Petrova      | Gisela Dulko F. Pennetta    | 1/2 finale Lisa Raymond        | Sania Mirza Elena Vesnina   | 1/4 de finale Lisa Raymond   | M. Erakovic T. Tanasugarn  | Victoire Lisa Raymond         | Vania King Y. Shvedova     |
| 2012  | 1/4 de finale Lisa Raymond    | Sania Mirza Elena Vesnina   | 1er tour (1/32) Lisa Raymond   | Kaia Kanepi Zhang Shuai     | 1/2 finale Lisa Raymond      | S. Williams V. Williams    | 3e tour (1/8) Lisa Raymond    | Hsieh Su-wei Anabel Medina |
| 2013  | 3e tour (1/8) M. J. Martínez  | Sílvia Soler Carla Suárez   | 1er tour (1/32) M. J. Martínez | F. Schiavone S. Stosur      | 3e tour (1/8) Sania Mirza    | Shuko Aoyama C. Scheepers  | 3e tour (1/8) N. Llagostera   | A. Barty C. Dellacqua      |
| 2014  | 3e tour (1/8) Chan Hao-ching  | Květa Peschke K. Srebotnik  | 3e tour (1/8) Lisa Raymond     | Hsieh Su-wei Peng Shuai     | 2e tour (1/16) Lisa Raymond  | Shuko Aoyama R. Voráčová   | -                             | -                          |
| 2017  | 2e tour (1/16) Maria Sanchez  | E. Makarova Elena Vesnina   | -                              | -                           | -                            | -                          | -                             | -                          |

Sous le résultat, la partenaire ; à droite, l’ultime équipe adverse.

### En double mixte
| Année | Open d'Australie              | Open d'Australie            | Internationaux de France      | Internationaux de France   | Wimbledon                    | Wimbledon                    | US Open                       | US Open                        |
| ----- | ----------------------------- | --------------------------- | ----------------------------- | -------------------------- | ---------------------------- | ---------------------------- | ----------------------------- | ------------------------------ |
| 1997  | -                             | -                           | -                             | -                          | 1er tour (1/32) Piet Norval  | Nana Miyagi Kent Kinnear     | -                             | -                              |
| 1998  | -                             | -                           | 1er tour (1/32) Peter Nyborg  | F. Labat David Roditi      | 1er tour (1/32) Peter Nyborg | Likhovtseva Jeff Tarango     | -                             | -                              |
| 1999  | -                             | -                           | 1er tour (1/32) A. Olhovskiy  | K. Boogert Paul Haarhuis   | 1er tour (1/32) Geoff Grant  | L. Neiland Rick Leach        | 1er tour (1/16) Kevin Ullyett | Lisa Raymond Leander Paes      |
| 2000  | -                             | -                           | 1er tour (1/32) A. Olhovskiy  | Nana Miyagi Michael Hill   | 1er tour (1/32) Lan Bale     | Mirjana Lučić Jared Palmer   | -                             | -                              |
| 2001  | 1er tour (1/16) A. Kratzmann  | Nicole Arendt Mark Knowles  | 1er tour (1/16) Kevin Ullyett | Paola Suárez Jaime Oncins  | Finale Mike Bryan            | D. Hantuchová Leoš Friedl    | -                             | -                              |
| 2002  | 2e tour (1/8) Rick Leach      | K. Hrdličková Petr Pála     | 1er tour (1/16) Mike Bryan    | V. Ruano Gastón Etlis      | 3e tour (1/8) Mike Bryan     | K. Srebotnik Bob Bryan       | -                             | -                              |
| 2003  | -                             | -                           | 2e tour (1/8) Pavel Vízner    | Likhovtseva M. Bhupathi    | 1/2 finale Leoš Friedl       | Navrátilová Leander Paes     | 1/4 de finale Pavel Vízner    | J. Husárová Leoš Friedl        |
| 2004  | 1/2 finale J. Erlich          | Navrátilová Leander Paes    | 1er tour (1/16) J. Erlich     | V. Ruano Mark Knowles      | 3e tour (1/8) J. Erlich      | Ai Sugiyama Paul Hanley      | 1er tour (1/16) J. Erlich     | Lisa McShea Cyril Suk          |
| 2005  | Finale Kevin Ullyett          | S. Stosur Scott Draper      | 1/4 de finale Kevin Ullyett   | D. Hantuchová F. Santoro   | 1/2 finale Kevin Ullyett     | T. Perebiynis Paul Hanley    | -                             | -                              |
| 2006  | 2e tour (1/8) Andy Ram        | A.-L. Grönefeld F. Čermák   | 2e tour (1/8) Leoš Friedl     | Likhovtseva Daniel Nestor  | 2e tour (1/16) Leoš Friedl   | Sania Mirza Pavel Vízner     | 1er tour (1/16) Leoš Friedl   | Yan Zi Todd Perry              |
| 2007  | 1/2 finale Kevin Ullyett      | Likhovtseva Daniel Nestor   | 1/4 de finale Kevin Ullyett   | N. Dechy Andy Ram          | 2e tour (1/16) Kevin Ullyett | K. Bondarenko Jordan Kerr    | 1/2 finale Jamie Murray       | Shaughnessy Leander Paes       |
| 2008  | 2e tour (1/8) Jamie Murray    | Sun Tiantian N. Zimonjić    | 1/4 de finale Jamie Murray    | V. Azarenka Bob Bryan      | 1/2 finale Jamie Murray      | S. Stosur Bob Bryan          | Finale Jamie Murray           | Cara Black Leander Paes        |
| 2009  | 2e tour (1/8) Jamie Murray    | N. Dechy Andy Ram           | Victoire Bob Bryan            | Vania King Marcelo Melo    | 1/2 finale Jamie Murray      | A.-L. Grönefeld Mark Knowles | 1/2 finale M. Bhupathi        | C. Gullickson T. Parrott       |
| 2010  | 1er tour (1/16) Ross Hutchins | Chuang C-j. Filip Polášek   | 1er tour (1/16) M. Bhupathi   | Chan Yung-jan Eric Butorac | 2e tour (1/16) M. Bhupathi   | V. Dushevina D. Toursounov   | Victoire Bob Bryan            | Květa Peschke A.-U.-H. Qureshi |
| 2011  | 2e tour (1/8) Bob Bryan       | Sally Peers Carsten Ball    | 1er tour (1/16) Wesley Moodie | V. Uhlířová M. Mertiňák    | 1/4 de finale Bob Bryan      | I. Benešová Jürgen Melzer    | 2e tour (1/8) Bob Bryan       | Melanie Oudin Jack Sock        |
| 2012  | 1/4 de finale Colin Fleming   | Sania Mirza M. Bhupathi     | 1/4 de finale Max Mirnyi      | Elena Vesnina Leander Paes | 1/2 finale Bob Bryan         | Elena Vesnina Leander Paes   | 1/2 finale Max Mirnyi         | Květa Peschke M. Matkowski     |
| 2013  | 2e tour (1/8) Max Mirnyi      | N. Llagostera David Marrero | 1/2 finale Marcelo Melo       | L. Hradecká F. Čermák      | 3e tour (1/8) Marcelo Melo   | A. Barty John Peers          | 1/4 de finale Marcelo Melo    | A. Spears S. González          |
| 2014  | 1er tour (1/16) Marcelo Melo  | Lisa Raymond Fyrstenberg    | 2e tour (1/8) J. S. Cabal     | Julia Görges N. Zimonjić   | 2e tour (1/16) Lukáš Dlouhý  | K. Mladenovic Daniel Nestor  | -                             | -                              |
| 2017  | 1er tour (1/16) M. Matkowski  | Xu Yifan Fabrice Martin     | -                             | -                          | -                            | -                            | 1er tour (1/16) Danny Thomas  | L. Hradecká M. Matkowski       |

Sous le résultat, le partenaire ; à droite, l’ultime équipe adverse.

## Parcours en «Premier Mandatory» et «Premier 5»
Découlant d'une réforme du circuit WTA inaugurée en 2009, les tournois WTA « Premier Mandatory » et « Premier 5 » constituent les catégories d'épreuves les plus prestigieuses, après les quatre levées du Grand Chelem.

### En double dames
N.B. : le nom de la partenaire se trouve sous le résultat ; le nom des ultimes adversaires se trouve à droite.

## Parcours aux Masters

### En double dames
| # | Date       | Nom de l'édition                           | ($)       | Surface    | Résultat      | Partenaire    | Ultimes adversaires                  | Score            |          |
| - | ---------- | ------------------------------------------ | --------- | ---------- | ------------- | ------------- | ------------------------------------ | ---------------- | -------- |
| 1 | 04/11/2002 | Home Depot Championships Los Angeles       | 3 000 000 | Dur (int.) | 1/4 de finale | Nicole Arendt | Cara Black Elena Likhovtseva         | 6-3, 7-65        | Parcours |
| 2 | 05/11/2007 | Sony Ericsson Championships Madrid         | 3 000 000 | Dur (int.) | Victoire      | Cara Black    | Katarina Srebotnik Ai Sugiyama       | 5-7, 6-3, [10-8] | Parcours |
| 3 | 04/11/2008 | Sony Ericsson Championships Doha           | 4 450 000 | Dur (ext.) | Victoire      | Cara Black    | Květa Peschke Rennae Stubbs          | 6-1, 7-5         | Parcours |
| 4 | 27/10/2009 | Sony Ericsson Championships Doha           | 4 550 000 | Dur (ext.) | Finale        | Cara Black    | Nuria Llagostera María José Martínez | 7-60, 5-7, 10-7  | Parcours |
| 5 | 25/10/2011 | TEB BNP Paribas WTA Championships Istanbul | 4 900 000 | Dur (int.) | Victoire      | Lisa Raymond  | Květa Peschke Katarina Srebotnik     | 6-4, 6-4         | Parcours |
| 6 | 23/10/2012 | TEB BNP Paribas WTA Championships Istanbul | 4 900 000 | Dur (int.) | 1/2 finale    | Lisa Raymond  | Andrea Hlaváčková Lucie Hradecká     | 7-66, 6-1        | Parcours |

## Parcours aux Jeux olympiques

### En double dames
| # | Date       | Nom de l'olympiade             | Surface      | Résultat                 | Partenaire        | Ultimes adversaires                  | Score          |          |
| - | ---------- | ------------------------------ | ------------ | ------------------------ | ----------------- | ------------------------------------ | -------------- | -------- |
| 1 | 19/09/2000 | Olympic Tennis Event Sydney    | Dur (ext.)   | 1er tour (1/16)          | Amanda Coetzer    | Petra Mandula Katalin Marosi         | 6-4, 6-3       | Parcours |
| 2 | 11/08/2008 | Olympic Tennis Event Pékin     | Dur (ext.)   | 1/4 de finale            | Lindsay Davenport | Anabel Medina Virginia Ruano Pascual | 5-7, 7-66, 8-6 | Parcours |
| 3 | 28/07/2012 | Olympic Tennis Event Wimbledon | Gazon (ext.) | 4e place (petite finale) | Lisa Raymond      | Maria Kirilenko · Nadia Petrova      | 4-6, 6-4, 6-1  | Parcours |

### En double mixte
| # | Date       | Nom de l'olympiade             | Surface      | Résultat       | Partenaire | Ultimes adversaires            | Score            |          |
| - | ---------- | ------------------------------ | ------------ | -------------- | ---------- | ------------------------------ | ---------------- | -------- |
| 1 | 28/07/2012 | Olympic Tennis Event Wimbledon | Gazon (ext.) | 1er tour (1/8) | Bob Bryan  | Christopher Kas Sabine Lisicki | 6-3, 4-6, [10-8] | Parcours |

## Parcours en Fed Cup
| #                                                                            | Date       | Lieu              | Surface      | Gagnante(s)                      | Perdante(s)                        | Score            |          |
|                                                                              |            |                   |              |                                  |                                    |                  |          |
| 2008 - 1/2 finale (groupe mondial) - Russie - États-Unis - 3 : 2             |            |                   |              |                                  |                                    |                  |          |
| 1                                                                            | 26/04/2008 | Moscou            | Terre (int.) | Liezel Huber Vania King          | Svetlana Kuznetsova Elena Vesnina  | 7-63, 6-4        | Parcours |
|                                                                              |            |                   |              |                                  |                                    |                  |          |
| 2009 - 1/4 de finale (groupe mondial) - États-Unis - Argentine - 3 : 2       |            |                   |              |                                  |                                    |                  |          |
| 2                                                                            | 07/02/2009 | Surprise          | Dur (ext.)   | Julie Ditty Liezel Huber         | Gisela Dulko Betina Jozami         | 6-2, 6-3         | Parcours |
|                                                                              |            |                   |              |                                  |                                    |                  |          |
| 2009 - 1/2 finale (groupe mondial) - République tchèque - États-Unis - 2 : 3 |            |                   |              |                                  |                                    |                  |          |
| 3                                                                            | 25/04/2009 | Brno              | Dur (int.)   | Liezel Huber Bethanie Mattek     | Iveta Benešová Květa Peschke       | 2-6, 7-62, 6-1   | Parcours |
|                                                                              |            |                   |              |                                  |                                    |                  |          |
| 2009 - Finale (groupe mondial) - Italie - États-Unis - 4 : 0                 |            |                   |              |                                  |                                    |                  |          |
| 4                                                                            | 07/11/2009 | Reggio de Calabre | Terre (ext.) | Sara Errani Roberta Vinci        | Liezel Huber Vania King            | 4-6, 6-3, [11-9] | Parcours |
|                                                                              |            |                   |              |                                  |                                    |                  |          |
| 2010 - 1/4 de finale (groupe mondial) - France - États-Unis - 1 : 4          |            |                   |              |                                  |                                    |                  |          |
| 5                                                                            | 06/02/2010 | Liévin            | Terre (int.) | Liezel Huber Bethanie Mattek     | Stéphanie Cohen Alizé Cornet       | 6-2, 6-3         | Parcours |
|                                                                              |            |                   |              |                                  |                                    |                  |          |
| 2010 - 1/2 finale (groupe mondial) - États-Unis - Russie - 3 : 2             |            |                   |              |                                  |                                    |                  |          |
| 6                                                                            | 24/04/2010 | Birmingham (AL)   | Dur (int.)   | Liezel Huber Bethanie Mattek     | Elena Dementieva Alla Kudryavtseva | 6-3, 6-1         | Parcours |
|                                                                              |            |                   |              |                                  |                                    |                  |          |
| 2010 - Finale (groupe mondial) - États-Unis - Italie - 1 : 3                 |            |                   |              |                                  |                                    |                  |          |
| 7                                                                            | 06/11/2010 | San Diego         | Dur (int.)   | Sara Errani Roberta Vinci        | Liezel Huber Melanie Oudin         | Non disputé      | Parcours |
|                                                                              |            |                   |              |                                  |                                    |                  |          |
| 2011 - 1/4 de finale (groupe mondial) - Belgique - États-Unis - 4 : 1        |            |                   |              |                                  |                                    |                  |          |
| 8                                                                            | 05/02/2011 | Anvers            | Dur (int.)   | Liezel Huber Vania King          | Kirsten Flipkens An-Sophie Mestach | 6-3, 7-5         | Parcours |
|                                                                              |            |                   |              |                                  |                                    |                  |          |
| 2011 - Barrage (groupe mondial I) - Allemagne - États-Unis - 5 : 0           |            |                   |              |                                  |                                    |                  |          |
| 9                                                                            | 16/04/2011 | Stuttgart         | Terre (int.) | Julia Görges Anna-Lena Grönefeld | Liezel Huber Vania King            | 3-6, 6-3, 6-1    | Parcours |
|                                                                              |            |                   |              |                                  |                                    |                  |          |
| 2012 - 1er tour (groupe mondial II) - États-Unis - Biélorussie - 5 : 0       |            |                   |              |                                  |                                    |                  |          |
| 10                                                                           | 04/02/2012 | Worcester         | Dur (int.)   | Liezel Huber Venus Williams      | Darya Kustova Anastasiya Yakimova  | 6-1, 6-2         | Parcours |
|                                                                              |            |                   |              |                                  |                                    |                  |          |
| 2012 - Barrage (groupe mondial I) - Ukraine - États-Unis - 0 : 5             |            |                   |              |                                  |                                    |                  |          |
| 11                                                                           | 21/04/2012 | Kharkiv           | Terre (ext.) | Liezel Huber Sloane Stephens     | Lyudmyla Kichenok Nadiia Kichenok  | 6-4, 6-1         | Parcours |
|                                                                              |            |                   |              |                                  |                                    |                  |          |
| 2013 - 1er tour (groupe mondial) - Italie - États-Unis - 3 : 2               |            |                   |              |                                  |                                    |                  |          |
| 12                                                                           | 09/02/2013 | Rimini            | Terre (int.) | Sara Errani Roberta Vinci        | Liezel Huber Varvara Lepchenko     | 6-2, 6-2         | Parcours |

## Classements WTA en fin de saison

### En simple
| Année | 1992 | 1993 | 1994 | 1995 | 1996 | 1997 | 1998 | 1999 | 2000 | 2001 | 2002 | 2003 |
| Rang  | 778  | 581  | 287  | 356  | 212  | 149  | 148  | 299  | 444  | 180  | 220  | 765  |

Source : (en) « Classements de Liezel Huber », sur le site officiel du WTA Tour

### En double
| Année | 1992 | 1993 | 1994 | 1995 | 1996 | 1997 | 1998 | 1999 | 2000 | 2001 | 2002 | 2003 | 2004 | 2005 | 2006 | 2007 | 2008 | 2009 | 2010 | 2011 | 2012 | 2013 | 2014 |
| Rang  | 338  | 388  | 112  | 181  | 130  | 106  | 57   | 37   | 43   | 21   | 18   | 12   | 11   | 6    | 17   | 1    | 1    | 1    | 3    | 1    | 8    | 22   | 51   |

Source : (en) « Classements de Liezel Huber », sur le site officiel du WTA Tour